# Asab
Asab (również Assab, Asseb) – miasto i port morski w Erytrei, na wschodnim wybrzeżu Morza Czerwonego. W 2008 liczyło 88,9 tys. mieszkańców. Asab posiada rafinerię ropy naftowej, zaopatrującą rynek lokalny oraz Etiopię. W pobliżu Asab umiejscawia się starożytne Arsinoe, wymieniane przez Ptolemeusza. Drugie co do wielkości miasto kraju.
W 1882 roku miasto zostało zakupione przez prywatnego armatora, Rubattino Shipping Company, następnie przeszło pod panowanie Włoch i było używane jako punkt zaopatrzenia statków w węgiel. Rafinerię w Asab wzniósł Związek Radziecki. 
W XX w. miasto stało się głównym portem morskim Etiopii. Podczas wojny domowej i klęski głodu w latach 80. XX w. pomoc żywnościowa dla Erytrei oraz etiopskiej prowincji Tigraj przechodziła przez port w Asab.
Urządzenia portowe zostały znacznie unowocześnione i rozbudowane na początku lat 90. XX w., zbudowano nowy terminal. Jednakże ruch w porcie zamarł z chwilą zaprzestania handlu z Etiopią w 1998 roku, w związku z wybuchem wojny erytrejsko-etiopskiej.
Miasto jest znane z dużego targowiska, plaż i życia nocnego, posiada również lotnisko.